# Punggulan
Punggulan is een bestuurslaag in het regentschap Asahan van de provincie Noord-Sumatra, Indonesië. Punggulan telt 9051 inwoners (volkstelling 2010).